# The Stereos
The Stereos was in de jaren vijftig en zestig een doowopband die afkomstig was uit Steubenville in Ohio.
Bruce Robinson en Ronnie Collins begonnen de groep rond 1955 als The Buckeyes, wat de bijnaam is van Ohio. De belangrijkste reden voor de 22-jarige Robinson, die net uit dienst was afgezwaaid, was vooral om veel meisjes te ontmoeten. Ze brachten een paar singles uit. In 1959 voegde Leroy Swearingen zich bij de groep en op diens voorstel werd de naam gewijzigd in The Stereos. Ondertussen breidde de groep zich uit tot een harmonie-sextet.
In hetzelfde jaar brachten ze de eerste single onder de nieuwe naam uit, A love for only you, die geschreven was door Swearingen. Ondanks televisieoptredens flopte de single. Aan het eind van 1959 besloot Swearingen de groep te verlaten; hij werd opgevolgd door Nathaniel Hicks. Swearingen liet de groep echter wel een compositie van hem na, namelijk I really love you, die de grootste hit voor The Stereos zou worden. In 1961 kwam de single op nummer 15 van de U.S. Black Singles (R&B) terecht en op nummer 29 van de Billboard Hot 100. Verder werd het gecoverd door George Harrison  die het in 1982 op zijn album Gone Troppo plaatste. Ook hierna brachten The Stereos nog verschillende singles uit, maar verder succes bleef uit.

## Leden
- Bruce Robinson - leadzang
- Ronnie Collins - bas
- Leroy Swearingen - tenor (1957-1959)
- Howard Alsbrooks (tot 1957)
- Ray Manson (eerste jaren)
- Esther Thompson (eerste jaren)
- Nathaniel Hicks - tenor (vanaf 1960)
- Sam Profit - tenor
- George Otis - bariton

## Singles
Als The Buckeyes
- 1957: Since I fell for you / Be only you
- 1957: Dottie baby / Begging you, please

Als The Stereos
- 1959: A love for only you / Sweetpea's in love
- 1961: I really love you / Please come back to me
- 1962: The big knock
- 1962: Unless you mean I / Do you love me
- 1962: My heart
- 1962: Don't cry darling
- 1963: Mumbling world
- 1964: Life (als The Sterios)
- 1965: Don't let it happen to you